# Andorra~atkins
andorra~atkins ist eine 2003 als Kill.Kim.Novak gegründete Screamo-/Post-Hardcore-Band aus Soest, die auf Englisch und Deutsch singt.

## Geschichte
Die Band Kill.Kim.Novak entstand 2003 nach der Auflösung der Band Another Sick Tribe. Zuerst nannte sie sich Kim Novak und setzte später das Kill davor. Kurz nach Bandgründung erschien die erste Demo Kopfleuchten, 2005 folgte die Demo-EP Kaskaden.
Die vielbeachteten Demos und Liveshows der Band führten 2007 zu einem Plattenvertrag beim Alveran-Records-Sublabel A-Team, wo ab Juni 2007 europaweit die beiden Demos auf einer CD unter dem Namen 03:05 veröffentlicht wurden. 03:05 erhielt in vielen Musikmagazinen positive Rezensionen.
Mitte November 2007 erhielt die Band einen Brief der Anwälte der Schauspielerin Kim Novak, in dem sie die Band aufforderten, ihren Namen zu ändern und jegliches Merchandise nachweislich zu vernichten. Als Begründung gaben die Anwälte unter anderem an, Fans der Band seien auf das Privatgrundstück von Kim Novak gelangt und hätten versucht, die Schauspielerin zu töten. Das Plattenlabel forderte daraufhin scherzhaft die Fans auf, den Versuch, sie zu töten, zu unterlassen. Im Februar 2008 änderte die Band ihren Namen in andorra~atkins.
Nach der Trennung von Alveran Records erschien im August 2009 im Selbstvertrieb das Album Augenlied.

## Stil
andorra~atkins wird stilistisch häufig dem Screamo zugeordnet, selbst verortet sich die Band eher im Post-Hardcore. Das Plattenlabel Alveran Records verwies zum Vergleich auf Gruppierungen wie Snapcase, Refused, At the Drive-In, Song of Zarathustra, Envy, Yage und Loxiran, die Bandmitglieder selber sehen sich in der Tradition von Envy oder Book of Dead Names.

## Diskografie
- 2003: Kopfleuchten (Demo-MCD)
- 2005: Kaskaden (Demo-EP)
- 2007: 03:05 (Alveran Records)
- 2009: Augenlied (Eigenvertrieb)